# Ruggero (personaggio)
Ruggero (o Ruggiero) è un personaggio dell'Orlando innamorato di Matteo Maria Boiardo e dell'Orlando furioso di Ludovico Ariosto. 

## Il personaggio nei poemi

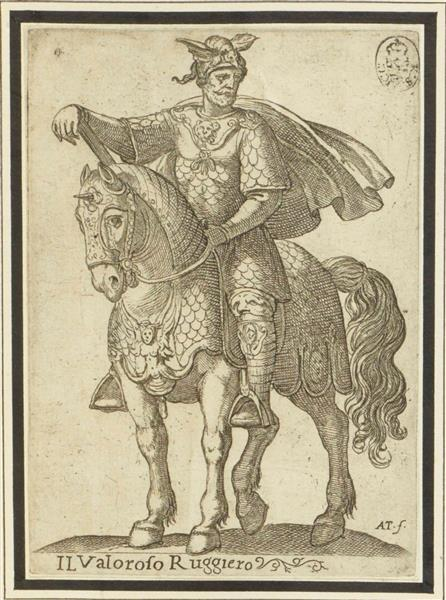
Ruggiero in un'illustrazione di Antonio Tempesta.

Ruggiero compare per la prima volta nella Canzone d'Aspromonte, poi rivisitata da Andrea da Barberino nell'Aspramonte. Fa poi un'altra apparizione col nome di Rugiero nella Borsiade (Borsias è il titolo originale in latino) di Tito Vespasiano Strozzi, zio di Boiardo, un'opera epica scritta in onore di Borso d'Este. Ripreso all'inizio del secondo libro dell'Innamorato, Ruggero è presentato come un giovane guerriero molto valoroso, discendente dalla stirpe di Ettore (di cui porta lo stemma, un'aquila bianca in campo azzurro): dalla sua prole discenderanno gli Estensi, i dedicatari del poema. Qui viene per la prima volta profetizzato che l'eroe dopo la sua conversione al cristianesimo morirà per mano di un traditore maganzese.
Ruggero, verrà rivelato poi nel Furioso, è fratello gemello di Marfisa e figlio di Ruggero II (secondo in ordine di lignaggio), già protagonista della Canzone d'Aspromonte: alla morte dei genitori, i due bambini vengono divisi. Ruggero è raccolto ancora in fasce dall'affezionato tutore, il mago Atlante, che istruisce il favoloso destriero alato Ippogrifo a "guardargli le spalle"; mentre Marfisa crescerà in Oriente. Entrambi verranno allevati nella fede musulmana.
Ruggero combatte perlopiù con una spada fatata il cui nome è Balisarda. Il suo cavallo, che ha una macchia bianca sulla fronte, si chiama Frontino, e apparteneva già con il nome di Frontalatte a Sacripante: dopo essere stato rubato dal ladro Brunello, perverrà a Ruggero.
Innamorato della sorella di Rinaldo, Bradamante, le promette di convertirsi al Cristianesimo, di unirsi a Carlo Magno e di sposarla, ma ben presto viene irretito da Alcina, per la qual cosa interverrà in suo aiuto la maga Melissa, facendolo fuggire e quindi approdare nel regno di Logistilla. Da quest'ultima l'eroe riceve in dono il morso per addomesticare l'Ippogrifo, col quale riuscirà a salvare Angelica, offerta in pasto all'Orca di Ebuda. Ruggero poi improvvisamente si trova a un bivio: seguire il re moro d'Africa Agramante nell'assedio di Parigi o combattere dalla parte dei cristiani per la promessa fatta all'amata. Resterà a lungo fedele ad Agramante: solo dopo aver appreso la verità sulle sue origini, scoprendo tra l'altro che suo padre era stato ucciso da quello di Agramante (Troiano), Ruggero abbandonerà i saraceni, e altrettanto farà Marfisa. Nonostante la conversione, sorgono nuove complicazioni, alcune dovute al fatto che Amone, il padre di Bradamante, preferisce come genero Leone di Bisanzio. Negli ultimi canti del Furioso i due innamorati coronano il loro sogno, grazie alla rinuncia di Leone, divenuto nel frattempo grande amico di Ruggero (il principe bizantino lo salverà tra l'altro da una condanna a morte). L'eroe inoltre assume la corona offertagli dai Bulgari, diventando in tal modo vassallo dell'impero romano d'Oriente.
Nei Cinque Canti di Ariosto, Ruggero e Bradamante sono finalmente sposati e l'eroe viene fatto paladino da Carlo.

## Ruggero nell'arte

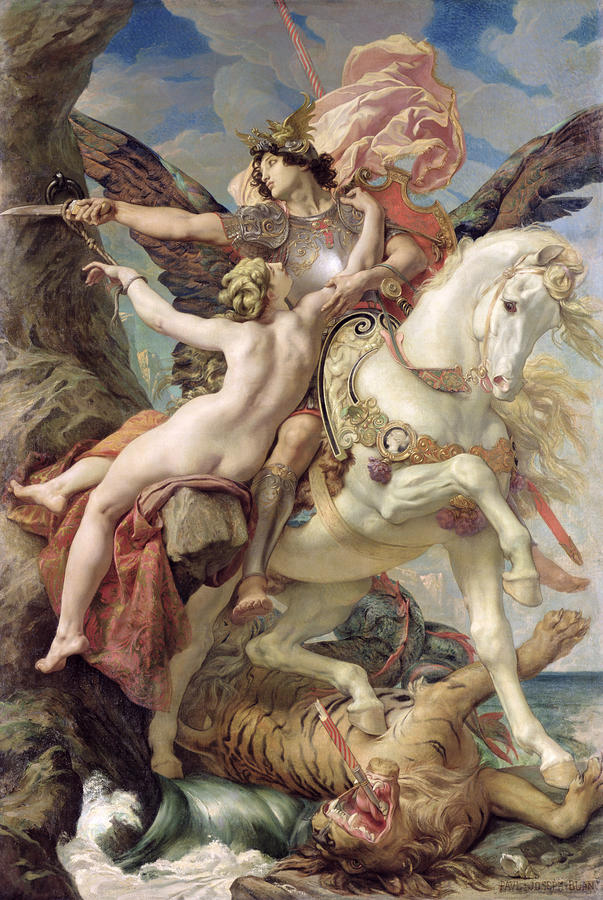
Paul-Joseph Blanc, Ruggero salva Angelica (1876).

Il combattimento di Ruggiero con l'Orca di Ebuda e il salvataggio di Angelica ad opera dell'eroe hanno ispirato pittori come Giambattista Tiepolo (Ruggero salva Angelica), Jean-Auguste-Dominique Ingres (Ruggero libera Angelica), Johann Peter Krafft (Ruggiero e Angelica), Paul-Joseph Blanc (Ruggero salva Angelica) e Arnold Böcklin (Ruggiero e Angelica).

## Opere liriche basate sulla figura dell'eroe
- La liberazione di Ruggiero dall'isola d'Alcina, opera comica in quattro scene di Francesca Caccini, eseguita per la prima volta il 3 febbraio 1625 alla Villa medicea del Poggio Imperiale a Firenze, su un libretto di Ferdinando Saracinelli.
- Il palazzo incantato, opera in un prologo e tre atti su libretto di Giulio Rospigliosi, futuro papa Clemente IX (prima rappresentazione nel 1642).
- Rolando (Orlando), opera con musica di Jean-Baptiste Lully e libretto di Philippe Quinault rappresentata per la prima volta l'8 gennaio 1685 alla reggia di Versailles.
- Bradamante, opera del compositore francese Louis Lacoste eseguita per la prima volta all'Opéra national de Paris il 2 maggio 1707.
- Alcina delusa da Ruggero, musiche di Tomaso Albinoni, libretto di A. Marchi, 1725.
- Orlando furioso, musiche di Antonio Vivaldi, libretto di Grazio Braccioli, 1727.
- Orlando furioso, opera seria con musica di Antonio Vivaldi rappresentata la prima volta nel novembre 1727 al Teatro Sant'Angelo di Venezia.
- Alcina, musiche di Georg Friedrich Händel, libretto adattato da uno precedente di A. Fanzaglia, 1735.
- Ruggiero, musiche di Pietro Alessandro Guglielmi, libretto di C. Mazzolà, 1769.
- Il Ruggiero, ovvero L'eroica gratitudine, musiche di Johann Adolf Hasse, libretto di Pietro Metastasio, 1771.

## Nella cultura di massa
- Nello spettacolo teatrale del 1969 e nello sceneggiato televisivo del 1975, entrambi diretti da Luca Ronconi, Ruggero è interpretato da Luigi Diberti.
- Nel film del 1983 I paladini: storia d'armi e d'amori, Ruggero è interpretato da Ronn Moss.